# Крест боевых заслуг
Крест боевых заслуг — государственная награда Украины — знак отличия Президента Украины, установленный для награждения военнослужащих Вооружённых Сил Украины и других военных формирований, образованных в соответствии с законами Украины, за выдающуюся личную храбрость и отвагу или выдающийся геройский поступок при выполнении боевого задания в условиях опасности для жизни и непосредственного столкновения с противником.
В основу дизайна положена историческая награда «Крест Боевой Заслуги», которая вручалась УПА, но лента имеет цвета государственного флага Украины, а не флага УПА, а мечи направлены вверх в знак победы.

## История награды
Награда Президента Украины «Крест боевых заслуг» учреждена Указом Президента Украины Владимира Зеленского 5 мая 2022 года.

## Положение о награде
- Крестом боевых заслуг могут быть награждены граждане Украины, иностранцы и лица без гражданства.
- Награждение Крестом боевых заслуг производится указом Президента Украины.
- Награждение Крестом боевых заслуг может быть произведено посмертно.
- Один и тот же человек может быть награждён Крестом боевых заслуг не более трех раз.
- Представление к награждению Крестом боевых заслуг и вручение этой награды производятся в соответствии с Порядком представления к награждению и вручению государственных наград Украины, утвержденного Указом Президента Украины от 19 февраля 2003 N 138.
- Лицу, награждённому Крестом боевых заслуг в первый раз, вручаются крест в футляре и диплом, а вторично и третье — знак для размещения на ленте креста, знак о награждении для размещения на планке креста в футляре, а также диплом. В случае награждения второй и третий раз в дипломе ниже названия отличия указывается соответственно: «(Серебряная дубовая ветвь)» и «(Золотая дубовая ветвь)».

## Описание знака
Крест боевых заслуг производится из серебра с позолотой и имеет вид прямого равностороннего креста, концы которого завершаются пятиугольниками, наложенными на скрещенные мечи остриями вверх. Лучи креста — граненые. В центре креста ромб покрыт полупрозрачной эмалью синего цвета, в нём помещено изображение Знака Княжеского Государства Владимира Великого. Все изображения рельефные. Размер креста — 40 мм. Обратная сторона креста — плоская, с выгравированным номером.
С помощью ушка и кольца крест соединяется с лентой, протянутой через кольцо и сложенной вдвое с загнутыми у кольца углами. На оборотной стороне ленты в верхней части — устройство для фиксации концов ленты и крепления к одежде. Лента креста шёлковая муаровая с продольными полосками: золотистого цвета шириной 3 мм, синего — 11 мм, жёлтого — 11 мм, синего — 3 мм.
Знак для повторного награждения вторично для размещения на ленте изготавливается из серебра и является рельефным изображением дубовой ветви. На оборотной стороне ветви — зажим для крепления к ленте. Знак о награждении второй раз для размещения на планке изготавливается из серебра и представляет собой четырёхугольную звезду с двугранными лучами размером 10 мм. На обратной стороне звезды — зажим для крепления к планке.
Знак о награждении в третий раз для размещения на ленте изготавливается из серебра с позолотой и представляет собой рельефное изображение дубовой ветви. На оборотной стороне ветви — зажим для крепления к ленте. Знак о награждении в третий раз для размещения на планке производится из серебра с позолотой и является четырёхугольной звездой с двугранными лучами размером 10 мм. На обратной стороне звезды — зажим для крепления к ленте (планке).
Знак о награждении во второй (третий) раз размещается по центру ленты (планки).
Планка Креста боевых заслуг — прямоугольная металлическая пластинка, обтянутая соответствующей лентой. Размер планки: высота — 12 мм, ширина — 28 мм.
Миниатюра Креста боевых заслуг — уменьшенное изображение креста без ленты размером 17 мм. Миниатюра производится из жёлтого металла. На оборотной стороне миниатюры — игла и цанговый зажим для прикрепления к одежде.

Планка креста боевых заслуг
для награждённых впервые
для повторного награждения
для награждения в третий раз

## Последовательность размещения знаков государственных наград
- Награда Президента Украины «Крест боевых заслуг» носят на груди слева ниже орденов «Золотая Звезда» и Государства (звание Герой Украины) и перед другими государственными наградами. В случае награждения вторично и в третий раз награждённый размещает на ленте соответствующий знак.

## Лица, награжденные «Крестом боевых заслуг»
Первыми награжденными «Крестом боевых заслуг» стали Главнокомандующий Вооруженных Сил Украины, генерал Валерий Залужный, заместитель командира механизированного батальона 72 отдельной механизированной бригады капитан Владислав Калиевский, боевой медик 72 отдельной механизированной бригады, сержант Мазуренко Дарья Андреевна, заместитель Главнокомандующего Вооруженных Сил Украины, генерал-лейтенант Мойсюк Евгений Георгиевич и командир 14-й отдельной механизированной бригады, полковник Александр Охрименко. Далее идут некоторые указы о награждениях особо отличившихся военнослужащих.
27 июля 2022 года за выдающиеся личные заслуги в защите государственного суверенитета и территориальной целостности Украины, самоотверженное служение Украинскому народу, верность военной присяге награждены:
- Береговой Дмитрий Владимирович — командир роты специального назначения Отдельного центра специальных операций «Восток» Сил специальных операций Вооруженных Сил Украины, капитан.
- Булацик Евгений Богданович — командир 7 бригады тактической авиации Воздушных Сил Вооруженных Сил Украины, полковник.
- Гнатов Андрей Викторович — начальник штаба, заместитель командующего войсками оперативного командования «Юг» Сухопутных войск Вооруженных Сил Украины, бригадный генерал.
- Головня Юлия Васильевна — врач медицинского пункта мотопехотного батальона 30-й отдельной механизированной бригады оперативного командования «Север» Сухопутных войск Вооруженных Сил Украины, лейтенант медицинской службы.
- Григоренко Евгений Анатольевич — командир зенитной ракетной батареи 11-го зенитного ракетного полка воздушного командования «Запад» Воздушных Сил Вооруженных Сил Украины, майор.
- Драпатый Михаил Васильевич — заместитель командующего войсками оперативного командования «Юг» Сухопутных войск Вооруженных Сил Украины, бригадный генерал.
- Заблоцкая Елена Григорьевна — снайпер 503 отдельного батальона морской пехоты Военно-Морских Сил Вооруженных Сил Украины, старший матрос.
- Ковальчук Андрей Трофимович — командующий войсками оперативного командования «Юг» Сухопутных войск Вооруженных Сил Украины, генерал-майор.
- Линник Дмитрий Эдуардович — командир горно-штурмовой роты 10-й отдельной горно-штурмовой бригады оперативного командования «Запад» Сухопутных войск Вооруженных Сил Украины, старший лейтенант.
- Марышев Руслан Владимирович — командир 90 отдельного аэромобильного батальона 81 отдельной аэромобильной бригады Десантно-штурмовых войск Вооруженных Сил Украины, майор.
- Мишакин Николай Николаевич — командир воинской части 3027 Северного оперативно-территориального объединения Национальной гвардии Украины, полковник.
- Мищенко Сергей Алексеевич — младший сержант, командир отделения взвода противотанковых ракетных комплексов 45 отдельной артиллерийской бригады корпуса резерва Сухопутных войск Вооруженных Сил Украины.
- Николаевич Павлина Васильевна — командир гранатометного отделения 10-й отдельной горно-штурмовой бригады оперативного командования «Запад» Сухопутных войск Вооруженных Сил Украины, сержант.
- Нохрин Денис Александрович — командир стрелкового батальона воинской части 3035 Восточного оперативно-территориального объединения Национальной гвардии Украины, майор.
- Паламарчук Роман Николаевич — инспектор пограничной службы, водитель 10 мобильного пограничного отряда Государственной пограничной службы Украины, штаб-сержант.
- Рогачевский Александр Игоревич — старший оператор группы специального назначения Отдельного центра специальных операций «Запад» Сил специальных операций Вооруженных Сил Украины, младший сержант.
- Разлад Павел Иванович — командир 3 батальонной тактической группы 80 отдельной десантно-штурмовой бригады Десантно-штурмовых войск Вооруженных Сил Украины, подполковник.
- Сырский Александр Станиславович — командующий Сухопутными войсками Вооруженных Сил Украины, генерал-полковник.
- Танцура Анатолий Васильевич — командир артиллерийской боевой части среднего десантного корабля «Юрий Олефиренко» 29 дивизиона надводных кораблей Флотилии Военно-Морских Сил Вооруженных Сил Украины, старший лейтенант.
- Фёдоров Олег Зиновьевич — начальник управления Центра Службы безопасности Украины, полковник.

23 августа 2022 года за выдающиеся личные заслуги в защите государственного суверенитета и территориальной целостности Украины, верность военной присяге награждены:
- Буданов Кирилл Алексеевич — начальник Главного управления разведки Министерства обороны Украины, генерал-майор.
- Александр Владимирович Гапонов — командир десантно-штурмовой роты десантно-штурмового батальона 79 отдельной десантно-штурмовой бригады, старший лейтенант.
- Конопля Ксения Владимировна — боевой медик мотопехотного взвода мотопехотной роты мотопехотного батальона 30-й отдельной механизированной бригады Вооружённых Сил Украины, младший сержант.
- Лазаренко Ростислав Павлович — командир авиационной эскадрильи 299 бригады тактической авиации, подполковник.
- Налева Андрей Юрьевич — командир роты специального назначения отряда специальных операций Вооружённых Сил Украины, капитан.
- Орел Андрей Леонидович — командир механизированного взвода механизированной роты 42 отдельного мотопехотного батальона Вооружённых Сил Украины, младший лейтенант.
- Соколовский Николай Николаевич — командир морского водолазного судна «Нетешин» 28 дивизиона поисково-спасательных судов Военно-Морских Сил, штаб-старшина.
- Степанов Дмитрий Александрович — старший оператор группы специального назначения команды водолазов-минеров отряда специальных операций Вооружённых Сил Украины, старшина 2 статьи.
- Черненко Евгения Юрьевна — начальник медицинской службы начальника медицинского пункта 503 отдельного батальона морской пехоты Командование морской пехоты Военно-Морских Сил Вооружённых Сил Украины, капитан медицинской службы.
- Шиманский Александр Валентинович — командир 1604 зенитного ракетного дивизиона 160 зенитной ракетной бригады, подполковник.
- Юрчак Евгений Сергеевич — командир десантно-штурмовой роты 95 отдельной десантно-штурмовой бригады Вооружённых Сил Украины, старший лейтенант.

9 марта 2023 года за выдающиеся личные заслуги в защите государственного суверенитета и территориальной целостности Украины, верность военной присяге награжден
- Коцюбайло Дмитрий Иванович (Да Винчи) — командир отдельного механизированного батальона «Волки Да Винчи» Вооруженных Сил Украины, младший лейтенант (посмертно)